# (1948) Kampala
(1948) Kampala es un asteroide que forma parte del cinturón de asteroides y fue descubierto por Cyril V. Jackson el 3 de abril de 1935 desde el observatorio Union de Johannesburgo, República Sudaficana.

## Designación y nombre
Kampala recibió inicialmente la designación de 1935 GL.
Posteriormente se nombró por la ciudad ugandesa de Kampala.

## Características orbitales
Kampala orbita a una distancia media del Sol de 2,534 ua, pudiendo acercarse hasta 2,104 ua y alejarse hasta 2,963 ua. Tiene una inclinación orbital de 5,827° y una excentricidad de 0,1695. Emplea 1473 días en completar una órbita alrededor del Sol.